# Сульфат цинку
Сульфа́т ци́нку, сірчанокислий цинк, ZnSO4 — цинкова сіль сульфатної кислоти.

## Фізичні властивості

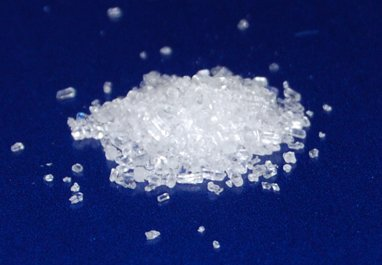
Цинковий купорос

Безбарвні кристали з густиною 3,74 г/см³. Розчинність у воді (%): 29,4 (0 °C), 37,7 (99 °C). Із розчинів при температурі нижче 38,8 °C кристалізується ZnSO4·7H2O (цинковий купорос), в межах від 38,8 °C до 70 °C — ZnSO4·6H2O, вище 70 °C утворюється моногідрат ZnSO4·H2O. Останній зневоднюється при 238 °C. Сульфат цинку в інтервалі 600—900 °C разкладається на ZnO та SO3. Слабкі розчини сульфату цинку каламутніють внаслідок випадання осаду 3Zn(OH)2·ZnSO4·4H2O при гідролізі.

## Отримання
Цинковий купорос отримують випаровуванням та кристалізацією із розчинів (попутно з виробництвом цинку).

## Застосування
Застосовується у виробництві віскози, мінеральних фарб, глазурі, у металургії (флотореагент) та у медицині.